# Кассінелле
Кассінелле (італ. Cassinelle, п'єм. Cassinele) — муніципалітет в Італії, у регіоні П'ємонт,  провінція Алессандрія.
Кассінелле розташоване на відстані близько 440 км на північний захід від Рима, 90 км на південний схід від Турина, 35 км на південь від Алессандрії.
Населення — 944 особи (2014).

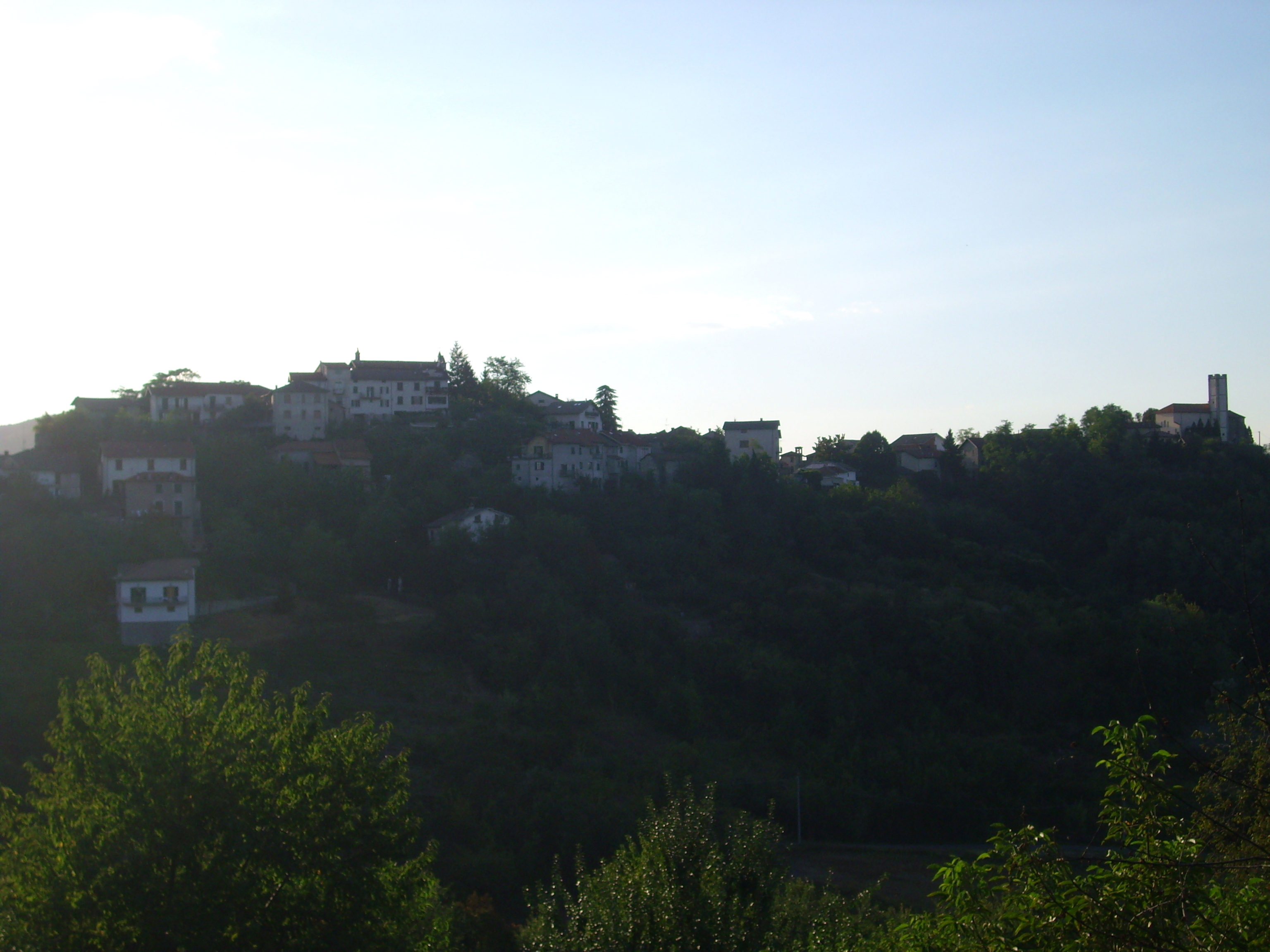

Щорічний фестиваль відбувається 20 липня. 

## Демографія
Населення за роками:

Станом на 1 січня 2023 року в муніципалітеті офіційно проживало 46 іноземців з 18 країн, серед них 25 громадян країн Євросоюзу та 1 громадянин України.

## Сусідні муніципалітети
- Кремоліно
- Моларе
- Морбелло
- Понцоне